# Ponson-Debat-Pouts
Ponson-Debat-Pouts ist eine französische Gemeinde mit 98 Einwohnern (Stand 1. Januar 2022) im Département Pyrénées-Atlantiques in der Region Nouvelle-Aquitaine (vor 2016: Aquitanien). Die Gemeinde gehört zum Arrondissement Pau und zum Kanton Pays de Morlaàs et du Montanérès (bis 2015: Kanton Montaner).
Die Bewohner werden Ponsonais und Ponsonaises genannt.

## Geographie
Ponson-Debat-Pouts liegt ca. 35 km östlich von Pau in der historischen Provinz Béarn am östlichen Rand des Départements und grenzt im Westen und Osten an das benachbarte Département Hautes-Pyrénées.
Umgeben wird Ponson-Debat-Pouts von den Nachbargemeinden:
|                                         | Montaner                                    |                             |
| Escaunets (Enklave der Hautes-Pyrénées) | Kompassrose, die auf Nachbargemeinden zeigt | Tarasteix (Hautes-Pyrénées) |
| Séron (Enklave der Hautes-Pyrénées)     | Ponson-Dessus                               |                             |

Ponson-Debat-Pouts liegt im Einzugsgebiet des Flusses Adour. Der Ruisseau de Carbouère, auch Louet daban genannt, ist ein Nebenfluss des Louet und markiert die westliche Grenze zu den Nachbargemeinden Escaunets und Séron, Enklaven des Nachbardépartements Hautes-Pyrénées. Außerdem durchquert der Lys darré, ein Nebenfluss des Lis, das Gebiet der Gemeinde.

## Geschichte
Am 30. Dezember haben sich die Gemeinden Ponson-Debat und Pouts zur Gemeinde Ponson-Debat-Pouts zusammengeschlossen.
Auf dem Gebiet von Pouts sind im Laufe des 19. Jahrhunderts und unweit des Friedhofs der Kirche Sarkophage und Münzen aus der gallorömischen Zeit gefunden worden, Zeugen einer Besiedelung des Landstrichs in der Antike.
Bei dem Zensus im Jahre 1385 wurden in Ponson-Debat 15 Haushalte gezählt. Die Gemeinde unterstand der Bailliage von Montaner. Unweit eines Nebenwegs nach Santiago de Compostela gelegen, gab es in Ponson-Debat ein Kloster, das heute nicht mehr existiert. Die zugehörige Kirche wurde 1569 in den Hugenottenkriegen zerstört. An der Stelle dieser einfachen Kirche sind heute noch Spuren einer Befestigungsanlage sichtbar. Diese hatte eine elliptische Form und bestand aus zwei Erdhügelburgen. Die heutige Kirche im Zentrum von Ponson-Debat ist auf einem Felsvorsprung errichtet. Dies ist zweifellos die Stelle einer zweiten Befestigungsanlage, aus der sich schließlich die Gemeinde entwickelte.
Toponyme und Erwähnungen von Ponson-Debat waren:
- Ponzo (12. Jahrhundert laut Pierre de Marcas Buch Histoire de Béarn, S. 453),
- Ponsoo-Jusoo (1376, Militärschau),
- Ponso-Debag und Ponsoo-Debat (1385 bzw. 1402, Volkszählungen im Béarn),
- Ponssoo-Dejus (1487, Register der Betriebe des Béarn),
- Ponsson-Debag und Ponso-Debaig (1546 bzw. 1614, réformation de Béarn, Manuskriptsammlung des 16. bis 18. Jahrhunderts),
- Ponsson de Bat (1750, Karte von Cassini),
- Pouson-Debat (1793 Notice Communale),
- Pouson-de-Bas (1801, Bulletin des lois) und
- Ponson-Debat (1863, Dictionnaire topographique de la France).[3][5][6]

Toponyme und Erwähnungen von Pouts waren:
- Lo Potz (1402, Volkszählung im Béarn),
- Pouts (1750, Karte von Cassini),
- Ponts (1793 und 1801, Notice Communale bzw. Bulletin des lois) und
- Pouts (1863, Dictionnaire topographique de la France).[3][5][7]

### Einwohnerentwicklung
Nach dem Zusammenschluss der beiden ehemaligen Gemeinden wuchs die Einwohnerzahl bis in die 1860er Jahre auf einem Niveau von rund 280 an. In der Folgezeit reduzierte sich die Zahl bei kurzen Erholungsphasen bis zu den 1990er Jahren auf rund 80 Einwohner. In jüngster Zeit ist ein leichter Wachstumstrend zu verzeichnen.
| Jahr      | 1962 | 1968 | 1975 | 1982 | 1990 | 1999 | 2006 | 2009 | 2022 |
| --------- | ---- | ---- | ---- | ---- | ---- | ---- | ---- | ---- | ---- |
| Einwohner | 101  | 95   | 93   | 91   | 81   | 87   | 88   | 87   | 98   |

## Sehenswürdigkeiten
- Pfarrkirche von Ponson-Debat, gewidmet Orientius, Bischof von Augusta Ausciorum (Auch) im 5. Jahrhundert. Die heutige Kirche ist ein Neubau des 18. Jahrhunderts als Ersatz für einen früheren romanischen Bau aus dem 12. Jahrhundert. Möglicherweise war die ehemalige Kirche bereits 1569 von protestantischen Truppen in den Hugenottenkriegen zerstört worden. Das einschiffige Langhaus ist flankiert von einem Glockengiebel mit Arkaden und von einer halbrunden Apsis, die außen von einem dicken Strebewerk unterstützt wird. Zwei Glasfenster, Werke des Glasmalers Paul Chalons aus dem späten 19. Jahrhundert, zeigen das Motiv Salvator mundi und den heiligen Orientius. Weitere Ausstattungsgegenstände stammen aus dem 17. bis 19. Jahrhundert und sind als nationale Kulturgüter registriert.[9][10]

- Pfarrkirche in Pouts, geweiht Johannes dem Täufer. Der östliche Teil der Kirche wurde im 17. oder in der ersten Hälfte des 18. Jahrhunderts errichtet im Zuge des Aufblühens von Pfarrgemeinden mit der Rückkehr des Katholizismus nach dem Ende der langen Hugenottenkriege. Ihr einschiffiges Langhaus wird nach Westen hin mit einem Glockengiebel verlängert. Er besitzt ein kleines Walmdach zum Schutz der Glockenstube. Dieser westliche Teil ist jüngeren Datums, wie die auf dem Dachstuhl angebrachte Jahreszahl „1769“ belegt. Wie bei zahlreichen Kirchen der Region befindet sich der Eingang auf der Südseite. Die Rahmung der Tür mit Werksteinen unterbricht die Gleichförmigkeit der Fassade. Das Dekor des Kircheninnern steht im Kontrast zum einfachen Äußeren eines Sakralbaus, der den Bedürfnissen der Gläubigen entgegenkommt, eine Gebetsstätte möglichst nahe bei ihren Häusern zu haben. Liturgische Gegenstände der Kirche aus Silber, die aus den Jahren 1701 bis 1706 datieren, tragen einen Silberstempel der Stadt Bordeaux. Dies ist bemerkenswert, da der französische König Ludwig XIV. ein Edikt erlassen hatte, das jeden dazu aufforderte, sein Silber einzuschmelzen, um für die Kosten der Kriege aufzukommen. Die Existenz der Silberwaren ist ein Hinweis auf einen gewissen Widerstand des Béarn gegenüber der französischen Krone in jener Zeit. Viele Ausstattungsgegenstände der Kirche aus dem 18. und 19. Jahrhundert sind als nationale Kulturgüter registriert.[11][12]

## Wirtschaft und Infrastruktur

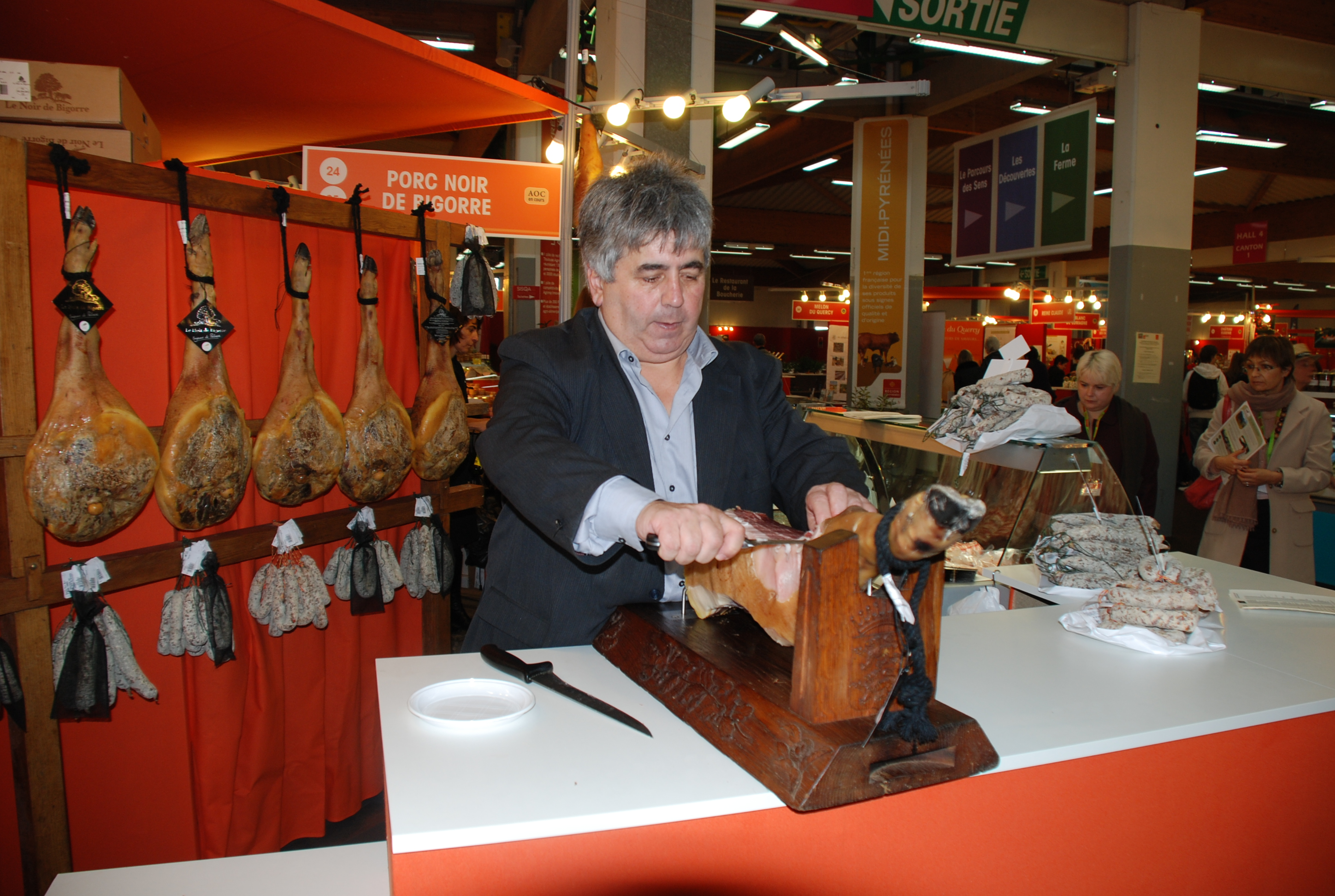
Porc Noir de Bigorre Schinken

Die Wirtschaft wird hauptsächlich durch die Landwirtschaft bestimmt. Ponson-Debat-Pouts liegt in den Zonen AOC der Schweinerasse Porc noir de Bigorre und des Schinkens Jambon noir de Bigorre.

### Verkehr
Ponson-Debat-Pouts ist erreichbar über die Routes départementales 54, 62, 154 und 202.